# Ascención
Ascención es el cuarto álbum de estudio de la banda estadounidense Malo. Fue publicado en febrero de 1974 a través de Warner Bros. Records.

## Recepción de la crítica
Un escritor no especificado de Record World escribió: “El grupo está dirigido por Jorge Santana, hermano del afamado Carlos, y los músicos que capitanea son certeros y profesionales. Fuertemente percusionados, los resultados son un deleite placentero”. Un escritor no especificado de la revista Billboard escribió: “«Everstanding Night» no solo presenta el familiar sonido vocal cálido y armónico [de la banda], sino también un encantador y fluido trabajo de trombón. [...] «A La Escuela» es, por otro lado, un trabajo latino ardiente adornado con toques de guitarra modernos. La banda se ha concentrado adecuadamente en cantar en inglés en lugar de español, lo que ayudará a los programadores de radio a encontrar más buenos sonidos”.

## Rendimiento comercial
Billboard informó en la semana que finalizó el 23 de febrero de 1974 que Ascención fue una selección en radio FM con emisión en CHUM-FM, una de las principales estaciones de los Estados Unidos. La semana siguiente fue una selección de acción en radio FM en otras 2 estaciones líder: WVVS-FM y WRAS-FM.

## Lista de canciones
| Lado uno |                                            |          |  |
| N.º      | Título                                     | Duración |  |
| 1.       | «Offerings» (Jorge Santana)                | 5:40     |  |
| 2.       | «A la Escuela» (Francisco Aguabella)       | 3:15     |  |
| 3.       | «Everlasting Night» (Santana, Bob Lazaneo) | 4:10     |  |
| 4.       | «Latin Woman» (Ron Smith)                  | 4:05     |  |
| 5.       | «Chevere» (Ron DeMasi, Pablo Tellez)       | 3:58     |  |

| Lado dos |                                      |          |  |
| N.º      | Título                               | Duración |  |
| 1.       | «Love Will Survive» (DeMasi, Tellez) | 3:47     |  |
| 2.       | «Think About Love» (DeMasi)          | 3:26     |  |
| 3.       | «Tiempo de Recordar» (Tellez)        | 3:17     |  |
| 4.       | «Close to Me» (DeMasi)               | 2:40     |  |
| 5.       | «No Matter» (Santana)                | 6:55     |  |

## Créditos y personal
Créditos adaptados desde las notas de álbum de Ascención.
Malo
- Willie G. – voces en todas las canciones excepto «Offerings» y «A la Escuela»
- Francisco Aguabella – conga, bongó, timbales; voces en «Offerings» y «A la Escuela»
- Steve Sherard – trombón
- Mike Fugate – trompeta
- Ron DeMasi – coros, órgano, clavinet, piano eléctrico, Mellotron, sintetizador, vibráfono
- Tony Smith – batería, coros
- Jorge Santana – guitarra líder, percusión
- Pablo Tellez – bajo eléctrico, timbales, percusión, coros
- Ron Smith – trompeta, fliscorno

Personal técnico
- Fred Catero – productor, ingeniero de audio, mezclas
- Jorge Santana – productor
- Pablo Tellez – productor
- John Vieira – ingeniero de audio
- Rudy Rodriguez – director artístico, diseño de portada, fotografía
- Carlos Venegas – ilustración
- Eduardo Jaramillo – ilustración
- George Rodriguez – efectos de fotografía

## Posicionamiento
| Gráfica (1974)                            | Pico de posición |
| ----------------------------------------- | ---------------- |
| Estados Unidos (Billboard Top LPs & Tape) | 188              |